# Kocába
Kocába är ett vattendrag i Tjeckien. Det ligger i den centrala delen av landet, 26 km söder om huvudstaden Prag.